# کلوئه آرتور
کلوئه آرتور (انگلیسی: Chloe Arthur؛ زادهٔ ۲۱ ژانویهٔ ۱۹۹۵) بازیکن فوتبال اهل اسکاتلند است.
وی همچنین در تیم‌های ملی فوتبال Scotland women's national under-17 football team, Scotland women's national under-19 football team، و زنان اسکاتلند بازی کرده‌است.